# Clidemia cursoris
Clidemia cursoris är en tvåhjärtbladig växtart som beskrevs av John Julius Wurdack. Clidemia cursoris ingår i släktet Clidemia och familjen Melastomataceae. Utöver nominatformen finns också underarten C. c. angustifolia.